# Nicolas Simart
Pour les articles homonymes, voir Simart.
Nicolas Simart (années 1670-1750) est un imprimeur parisien du XVIIIe siècle.

## Biographie
Il succède à Guillaume Vandive, imprimeur et libraire ordinaire de Monseigneur le Dauphin, rue Saint-Jacques au « Dauphin Couronné », après avoir épousé sa veuve Éléonore Le Prieur le 15 juin 1706 et avoir été reçu maître le mois de juillet suivant.
Il devint ainsi également imprimeur-libraire ordinaire de Monseigneur le Dauphin.

## Production
Nicolas Simart a encore longtemps continué à imprimer divers livres du fonds de Guillaume Vandive.
Ainsi en 1731, toujours installé rue Saint-Jacques au « Dauphin Couronné », il publie:
- une « nouvelle édition revue et corrigée » du Voyage du Sieur Paul Lucas au Levant qui contrairement aux promesses de la page de titre reproduit très exactement l'édition originale chez Guillaume Vandive.

- ainsi que le Philosophus in utramque partem, sive selectae et limatae difficultates in utramque partem, cum responsionibus ad usum scholae de Laurent Duhan, en 1708 et 1714, reprenant l'édition antérieure de Guillaume Vandive (1704).

Nicolas Simart a publié encore :
- [Révérend Père Pouget, prêtre de l'Oratoire], Instructions sur les principaux devoirs des chevaliers de Malte, dressées par l’auteur du catéchisme de Montpellier, sur les Mémoires d’un Chevalier de Malte : A l’usage des Chevaliers, de leurs Confesseurs, et de tous ceux qui veulent entrer ou faire entrer leurs enfants dans cet Ordre. Où l’on trouvera des veritez importantes pour toutes sortes d’Estats. A Paris, chez Nicolas Simart, Imprimeur et Libraire ordinaire de Monseigneur le Dauphin, ruë S. Jacques, au Dauphin. M. DCC. XII (1712). Avec Approbations, et Privilege du Roy[1].

## Témoins de la guérison miraculeuse de Marie-Anne Couronneau
Nicolas Simart, libraire à Paris, et son épouse Léonore Prieur ont témoigné le 19 juillet 1731 de l'état de paralysie de la miraculée Marie-Anne Couronneau, « frappée d'une paralysie sur tout le côté gauche », dont la guérison fut obtenue grâce à l'intervention du diacre M. François de Pâris sur la tombe duquel au cimetière Saint-Médard, se produisent des miracles en 1731-1732.
La servante saumuroise Marie-Anne Couronneau, fut l'une des principales bénéficiaires de ces guérisons exceptionnelles.

## Problèmes financiers
Malgré le fait qu’il ait continué à tirer tout au long de sa vie sa subsistance de l’imprimerie fondée grâce aux investissements de Guillaume Vandive, Nicolas Simart entama un procès sordide en 1727 pour réclamer à Philippe Vandive et Balthazar Philippe Vandive les frais que lui avaient causé durant vingt ans l’entretien et l’éducation de sa belle-fille Charlotte Eléonore Vandive. Celle-ci épousera le 14 novembre 1718, Mr. Jean-François-Claude Beau, sr. de la Passutière, procureur au Parlement de Paris, né le 8 août 1695 et décédé le 8 mars 1743 (laissant trois enfants mineurs, Léonore-Charlotte Beau, Nicole Denise Beau et Jean-François-Claude Beau).
Il n’hésita d’ailleurs pas à donner une publicité tapageuse à son procès en éditant et répandant sur la place publique le réquisitoire hargneux du procureur Baron contre les arguments de la famille Vandive. Ce réquisitoire conservé à la Bibliothèque Nationale de Paris et rédigé dans un style digne des Plaideurs de Racine, mais en plus acerbe, a transmis l’écho de ce conflit d’intérêts jusqu’à nous.
Sans doute, Nicolas Simart était-il déjà en mauvaise position financière et ce méchant procès ne lui fut-il pas de grande utilité, car en 1748 il fut emprisonné pour dettes à la Conciergerie, où il était encore au premier janvier 1749 d’après l’Historique des libraires de l’inspecteur d’Hémery. Il meurt probablement en 1750, année où il figure pour la dernière fois au tableau des libraires.